# Disco Elysium
Disco Elysium ist ein Computer-Rollenspiel des Entwicklers und Publishers ZA/UM. Handlungsort des Spiels ist eine Großstadt, die immer noch von den Folgen eines Kriegs gezeichnet ist, der Jahrzehnte vor Beginn der Spielhandlung ausgetragen wurde. Der Spieler übernimmt die Rolle eines unter Gedächtnisverlust leidenden Detektivs, der einen Mordfall aufklären soll. Im Laufe der Untersuchung erinnert dieser sich wieder an Ereignisse aus seiner eigenen Vergangenheit und an Kräfte, die versuchen, Einfluss auf die Entwicklung der Stadt zu nehmen. Das Spiel wurde von Rollenspielen inspiriert, die die Infinity Engine von BioWare verwenden, besonders von Planescape: Torment. Hauptautor des Spiels ist der karelisch-estnische Schriftsteller Robert Kurvitz. Kennzeichnend für die Gestaltung sind ein aquarellartiger Grafikstil und die Musik der Band British Sea Power. Inhaltlich ist das Spiel von politischen Themen geprägt, die oft satirisch behandelt werden.
Disco Elysium weicht von traditionellen Ansätzen von Rollenspielen ab, da das Spiel kein Kampfsystem hat. Der Ausgang von Ereignissen wird durch Fertigkeitsproben (skill checks) und Dialogbäume entschieden. Es existiert ein System mit 24 Fertigkeiten, das verschiedene Aspekte des Protagonisten repräsentiert, beispielsweise seine Wahrnehmungsfähigkeit oder sein Schmerzempfinden. Darüber hinaus werden weitere Persönlichkeitsmerkmale und ideologische Standpunkte des Protagonisten durch ein sogenanntes Gedankenkabinett dargestellt. Spieler können diese nach ihrem Ermessen unterstützen oder unterdrücken. Nachdem Kurvitz zunächst ein Pen-&-Paper-Rollenspiel entwickelt hatte, gründete er 2016 ZA/UM, um auf dessen Basis an einem Computerspiel zu arbeiten.
Das Spiel wurde im Oktober 2019 für Windows und im April 2020 für macOS veröffentlicht. Eine erweiterte, als The Final Cut bezeichnete Version des Spiels, ist als Update für Windows und macOS sowie für die Spielkonsolen PlayStation 4, PlayStation 5 und den Cloud-Service Google Stadia am 30. März 2021 erschienen. Fassungen für weitere Konsolen (Xbox One, Xbox Series, Nintendo Switch) folgten. Disco Elysium wurde von der Kritik positiv aufgenommen und von verschiedenen Publikationen als Spiel des Jahres ausgezeichnet. Es erhielt zahlreiche Auszeichnungen für seine erzählerische und künstlerische Gestaltung. Das ursprünglich nur in englischer Sprache verfügbare Spiel wurde inzwischen in weitere Sprachen übersetzt, darunter auch ins Deutsche.

## Spielprinzip
Disco Elysium ist ein Open-World-Spiel mit einer dialoglastigen Spielmechanik. Der Spielercharakter wird in einer in isometrischer Perspektive dargestellten Umgebung gesteuert. Der Spieler übernimmt die Rolle eines Detektivs, der nach Alkohol- und Drogenmissbrauch unter Gedächtnisverlust leidet, und einen Mordfall untersuchen soll. Vordergründiges Ziel des Spiels ist es, diesen Mordfall aufzuklären, der allerdings auch als bloßer erzählerischer Aufhänger, ein MacGuffin für die Geschichte der persönlichen Entwicklung des Protagonisten, betrachtet werden kann. Der Spieler kann die Figur des Detektivs auf dem Bildschirm bewegen, um mit Nicht-Spieler-Charakteren (NPC) und Objekten zu interagieren oder den dargestellten Bereich zu wechseln. Zu Beginn des Spiels erhält der Detektiv einen Partner, Kim Kitsuragi, einen weiteren Detektiv, der in bestimmten Situationen Ratschläge gibt oder den Detektiv anderweitig unterstützt. Weitere NPCs können ebenfalls dazu bewegt werden, den Detektiv und seinen Partner vorübergehend zu begleiten und zu unterstützen. Die im Vergleich zu vielen anderen Open-World-Spielen kleine Spielwelt ist insofern „offen“ gehalten, als dass sie über weite Strecken frei erkundet werden kann, wobei manche Abschnitte erst im Verlauf des Spiels freigeschaltet werden. Neben der Hauptgeschichte können diverse Nebenquests verfolgt werden.
Das Gameplay enthält keine Kämpfe im üblichen Sinn; der Ausgang von Kampfsituationen wird durch Fertigkeitsproben und Dialogbäume entschieden. Im Spiel gibt es vier primäre Fähigkeiten: Intellekt, Psyche, Konstitution und Motorik. Für jede dieser Fähigkeiten gibt es sechs sekundäre Fertigkeiten, insgesamt also 24. Diese Fertigkeiten werden durch beim Level-Aufstieg erhaltene Fertigkeitspunkte verbessert. Vom Spielercharakter getragene Kleidungsstücke können sich auf gewisse Fähigkeiten positiv oder negativ auswirken. Die Steigerung der einzelnen Fähigkeiten kann einerseits die Wahrscheinlichkeit erhöhen, dass eine Fertigkeitsprobe bestanden wird, aber auch zu negativen Effekten und Charaktereigenschaften führen. Beispielsweise ist es mit einem hohen Wert für Schauspielkunst (im englischen Original Drama) einfacher, zu lügen und Lügen zu erkennen, dieser kann aber auch zu Hysterie und Paranoia führen. Ein hoher Wert in Elektrochemie schützt den Spielercharakter vor den negativen Effekten von Drogen und vermittelt Wissen über diese, kann aber auch zu Drogenmissbrauch und anderen selbstzerstörerischen Verhaltensweisen führen.
Disco Elysium enthält neben dem Inventar ein sogenanntes Gedankenkabinett. Gedanken werden einerseits durch Konversationen mit anderen Figuren freigeschaltet, andererseits auch durch Selbstgespräche, die sich im Kopf des Detektivs abspielen. Der Spieler kann daraufhin einen Gedanken „verinnerlichen“, wodurch der Spielercharakter nach Ablauf einer gewissen Zeit permanente positive, aber gelegentlich auch negative Effekte erhält. Beispielsweise steht schon früh im Spiel der Gedanke Vagabulle (im Original Hobocop) zur Verfügung. Der Detektiv trägt sich dabei mit dem Gedanken, auf der Straße zu leben, um Geld zu sparen, wodurch er gegenüber NPCs weniger selbstsicher auftritt, während er den Gedanken verinnerlicht. Danach fällt es ihm leichter, auf der Straße Weggeworfenes zu finden, das er verkaufen kann.
Die 24 Fertigkeiten wirken sich auch auf die Dialogbäume aus. Es entstehen Situationen, in denen der Spielercharakter eine innere Debatte mit einem Aspekt seines Geistes oder Körpers führt, was den Eindruck erzeugt, dass der Spieler mit einer fragmentierten Persönlichkeit kommuniziert. Diese internen Konversationen können zusätzliche Möglichkeiten für Aktionen oder Dialoge mit NPC eröffnen, abhängig von den investierten Fertigkeitspunkten. Beispielsweise bezeichnet der Entwickler ZA/UM Innenleben (im Original Inland Empire), eine Fertigkeit im Bereich Psyche, als Repräsentation der „Intensität der Seele“. Sie kann in Situationen eine Rolle spielen, in denen der Spielercharakter eine falsche Identität annehmen soll.

## Handlung

### Szenario
Disco Elysium ist in der phantastisch-realistischen Welt von Elysium angesiedelt, für die von Kurvitz und seinem Team eine 6000 Jahre zurückreichende Konfliktgeschichte entwickelt wurde. Die Handlung spielt in der Gegenwart dieser Welt, in den „Fünfzigern“, die an die 1970er bis 1990er des 20. Jahrhunderts erinnern. Elysium besteht aus als Isolas bezeichneten Landmassen, die durch das Grau (the Pale) voneinander getrennt sind, eine mysteriöse Substanz, in der die Gesetze der Realität sich aufzulösen beginnen. Dem Grau länger ausgesetzt zu sein, kann zu geistiger Instabilität führen, und es gilt als sehr gefährlich, das Grau zu bereisen. Die Nationen und Menschen in Disco Elysium folgen hauptsächlich vier verschiedenen Ideologien: Kommunismus, Faschismus, Moralismus, und Ultraliberalismus. Das Spiel ermöglicht es dem Spieler, jede dieser Grundhaltungen einzunehmen, wobei diese oft auf satirische Weise behandelt werden.
Die politische und kulturelle Geschichte von Elysium unterscheidet sich deutlich von der wirklichen Welt. Der Begründer des Kommunismus war ein Ökonom und Vertreter des historischen Materialismus namens Kras Mazov. Statt der Farbe Rot und Symbolen wie Hammer und Sichel wird diese Ideologie von der Farbe Weiß und einem von einem Hirschgeweih umgebenen Pentagramm repräsentiert. Der „Moralismus“ in Disco Elysium ist eine zentristische Ideologie mit religiösen Elementen, da er eng mit der größten Religion in Elysium verbunden ist, dem Dolorianismus. Im Dolorianismus werden sogenannte „Schuldreine“ (im Original Innocences) verehrt, gewissermaßen Heilige, die als Lebende große politische und religiöse Macht ausübten, ähnlich der Position eines Papstes. Die bedeutendste und einflussreichste dieser „Schuldreinen“ ist Dolores Dei, eine Frau rätselhafter Herkunft, die angeblich leuchtende Lungen hatte und viele Institutionen der modernen Welt begründete. Aufgrund der Bedeutung von Dolores Dei ist das Symbol der Liebe in der Welt von Disco Elysium kein Herz, sondern ein Lungenpaar.
Die Ereignisse im Spiel finden in der Stadt Revachol auf der Isola Insulinde statt, spezifisch in Martinaise, einem von Armut, Kriminalität und Korruption geprägten Stadtteil von Revachol. Fünfzig Jahre vor dem Beginn des Spiels fand eine erfolgreiche kommunistische Revolution gegen die herrschende Monarchie statt. Die daraufhin gebildete Kommune wurde ihrerseits von einer Invasion kapitalistischer Nationen, der „Koalition“, gestürzt. Revachol gilt seither als „spezielle Verwaltungsregion“ unter der Herrschaft der Koalition mit sehr geringer Eigenständigkeit. Eine der wenigen behördlichen Aufgaben, die Revachol eigenständig betreiben darf, ist die Aufrechterhaltung der öffentlichen Ordnung, die der Bürgermiliz Revachol (BMR), im englischen Original Revachol Citizens Militia (RCM), übertragen wurde. Aus deren Anfängen als Bürgerwehr hat sich die BMR zu einer semiprofessionellen Polizei weiterentwickelt.

### Geschichte
Die folgende Zusammenfassung der Hauptgeschichte von Disco Elysium berücksichtigt nicht die zum Teil langen und verwickelten Nebengeschichten und optionalen Begegnungen. Der Verlauf der Geschichte kann sich abhängig von den Fertigkeiten des Spielercharakters und den Entscheidungen des Spielers ändern.
Der Spielercharakter erwacht in einem verwüsteten Cafeteria-Motelzimmer mit einem schweren Kater und ohne sich daran zu erinnern, wer er ist. Wenig später trifft er einen Lieutenant Kim Kitsuragi, der ihn davon in Kenntnis setzt, dass sie den Tod eines im Hinterhof der Cafeteria erhängten Mannes untersuchen sollen. Die Identität dieses Mannes ist unbekannt und es sieht danach aus, dass er gelyncht wurde. Die Detektive erkunden den Bezirk auf der Suche nach Anhaltspunkten, während sie auch kleineren Fällen nachgehen und die Einwohner bei verschiedenen Anliegen unterstützen. Im Laufe der Zeit kann der Spieler durch das Ausführen dieser Aufgaben die Identität des Spielercharakters in Erfahrung bringen. Es stellt sich heraus, dass er Lieutenant Doppelt-Jefreitor (Lieutenant Double-Yefreitor) Harrier „Harry“ Du Bois ist. Harry, ein angesehener Detektiv der BMR, geriet durch ein Ereignis vor einigen Jahren in eine Midlife-Crisis, die letztlich in einer selbstzerstörerischen Sauftour durch Martinaise mündete.
Die Detektive entdecken, dass die Tötung des gehängten Mannes mit einem laufenden Streik der Hafenarbeiter-Gewerkschaft von Martinaise gegen den Konzern Wild Pines zusammenzuhängen scheint. Sie sprechen mit Vertretern der Gewerkschaft und von Wild Pines, insbesondere dem Gewerkschaftsführer Evrart Claire und der Verhandlungsführerin von Wild Pines, Joyce Messier. Nachdem die Detektive ihr Vertrauen gewonnen haben, enthüllt Joyce Messier, dass der gehängte Mann eine Söldnertruppe kommandiert hatte, die von Wild Pines angeheuert wurde, um den Streik zu brechen. Sie warnt davor, dass der Rest seiner Truppe außer Kontrolle geraten sei und sich wahrscheinlich rächen wolle. Danach stellen die Detektive fest, dass der Mann bereits tot war, als er gehängt wurde. Die Hardie Boys, eine Gruppe von Hafenarbeitern, die sich in Martinaise als Bürgerwehr gebärden, erklären sich kollektiv für verantwortlich. Sie erklären, dass der gelynchte Mann eine Gästin der Cafeteria namens Klaasje vergewaltigt hatte. Die Detektive treffen sich mit Klaasje, um ihre Version der Geschichte zu hören. Laut Klaasje habe es sich nicht um eine Vergewaltigung gehandelt; der Mann namens Lely sei durch einen Schuss gestorben, der ihn in den Mund traf, während die beiden miteinander Sex hatten. Da sie nicht herausfinden konnte, woher der Schuss kam, und aufgrund ihrer Vergangenheit als Spion für einen Konzern zögerlich, die Polizei einzuschalten, holte sich Klaasje Hilfe bei Ruby, einer Lastwagenfahrerin und Gewerkschafts-Unterstützerin. Ruby inszenierte mit den anderen Hardie Boys den Tod von Lely als Erhängen. Die Detektive finden Ruby, nachdem sie weitere Spuren verfolgt haben, in einem verlassenen Gebäude, und werden von ihr mit einem Grau-Gerät außer Gefecht gesetzt. Sie behauptet, dass die Vertuschung Klaasjes Idee war und sie nicht wisse, wer Lely erschossen habe. Der Spieler kann dem Grau-Gerät letztlich widerstehen oder es deaktivieren und versucht, Ruby zu verhaften. Ruby, die glaubt, Harry sei ein korrupter Polizist, der für einen berüchtigten Drogenbaron arbeitet, erklärt, dass sie sich lieber selbst töte, was sie tut, wenn sie nicht flüchten kann.
Als die Detektive ins Zentrum von Martinaise zurückkehren, stehen die Söldner und die Hardie Boys einander bewaffnet gegenüber. Die Söldner möchten Rache für ihren toten Gefährten Lely üben. Einen Schusswechsel überlebt Harry verletzt. Als er einige Tage später erwacht, sind die meisten oder alle Söldner getötet. Je nach Spielverlauf liegt Kim im Krankenhaus. In diesem Fall kann der Straßenjunge Cuno anbieten, seinen Platz einzunehmen. Die Detektive folgen nun den letzten verbliebenen Spuren und stellen fest, dass der Schuss, der Lely tötete, von einer alten Festung auf einer Insel vor der Küste von Martinaise kam. Dort finden sie den Schützen, einen früheren Kommissar der alten kommunistischen Armee von Revachol namens Iosef Lilianovich Dros. Iosef gesteht, dass er Lely in einem Anfall von Wut und Eifersucht erschossen hat; seine Motive sind eine Mischung aus Erbitterung gegenüber dem neuen kapitalistischen System, für das Lely stand, und sexueller Eifersucht. Die Detektive verhaften ihn für den Mord. In diesem Moment taucht ein insektoides Kryptid auf, eine Insulindische Phasmide, von deren angeblicher Existenz der Spieler in Nebenquests erfahren haben kann. Unter Umständen ist es möglich, eine gedankliche Konversation mit der Phasmide zu führen, die Harry in diesem Fall mitteilt, dass sie seine instabile Psyche erschreckend finde, aber seine Fähigkeit zum Weiterleben bewundere. Sie tröstet Harry und fordert ihn auf, dem Wrack seines Lebens zu entsteigen und vorwärtszuschauen. Je nach Spielverlauf kann Harry die Existenz der Phasmide durch eine Fotografie beweisen, was sich auf das Ende des Spiels auswirkt.
Harry und sein Partner werden in Martinaise von seinem alten Team in Empfang genommen. Sie besprechen Harrys Handlungen, ob er den Fall gelöst hat und wie er mit den Söldnern umgegangen ist. Harrys regulärer Partner Lieutenant Jean Vicquemare bestätigt, dass Harrys Zusammenbruch dadurch ausgelöst wurde, dass seine Verlobte ihn vor mehreren Jahren verließ. Abhängig von den Entscheidungen des Spielers drückt das Team die Hoffnung aus, dass sich Harrys Zustand verbessert, und lädt ihn und entweder Kim oder Cuno in eine spezielle Einheit der BMR ein. Wenn eine bestimmte Fertigkeitsprobe bestanden wird, kann eine Konversation zwischen dem Hauptmann des Reviers und einem Doktor belauscht werden, in der sie eine kommende zweite Revolution in Revachol und Harrys Rolle in dieser besprechen.

## Gestaltung und Einflüsse
Die grafische Gestaltung des Spiels unter der Leitung von Aleksander Rostov ist weitgehend gemäldeartig gehalten. Den Soundtrack für das Spiel steuerte die britische Rockband British Sea Power bei.
Der Entwickler führt verschiedene Werke an, die Disco Elysium beeinflusst haben. Der Aufbau der Erzählung sei an das Computerspiel Planescape: Torment von 1999 angelehnt. Weitere Vorbilder sind das Computerspiel Kentucky Route Zero, die Fernsehserien The Wire, True Detective und The Shield; die literarischen Werke von Émile Zola, Dashiell Hammett, China Miéville und den Brüdern Strugazki sowie die bildenden Künstler Rembrandt, Ilja Repin, Jenny Saville, Alex Kanevsky und Wassily Kandinsky.

## Entwicklung

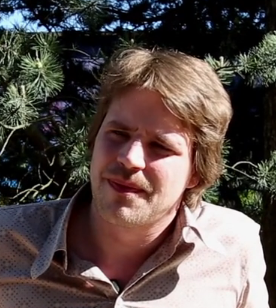
Robert Kurvitz

Disco Elysium wurde von ZA/UM entwickelt, einem 2015/2016 in Estland ursprünglich unter dem Namen Fortress Occident vom karelisch-estnischen Schriftsteller Robert Kurvitz gegründeten Unternehmen. Kurvitz ist der Hauptautor und -designer des Spiels. Er war seit 2001 Mitglied einer Band namens Ultramelanhool und schuf mit dieser eines Abends in Tallinn 2005 betrunken das Konzept einer fiktiven Welt, während sie das Cover des Adagio for Strings von Tiësto hörten. Da sie von diesem Konzept überzeugt waren, stellten sie eine Gruppe von Künstlern und Musikern zusammen, um es weiterzuverfolgen. Zu den Mitgliedern der Gruppe gehörte auch der Maler Aleksander Rostov. Sie entwickelten ein Pen-&-Paper-Rollenspiel auf der Basis von Dungeons & Dragons mit diesem Steampunk-ähnlichen Konzept. In dieser Zeit arbeitete Kurvitz mit dem estnischen Autor Kaur Kender zusammen, der ihm dabei half, einen in dieser Welt spielenden Roman zu schreiben, Püha ja õudne lõhn (estnisch, etwa: „Ein heiliger und unheilvoller Geruch“), der 2013 veröffentlicht wurde, aber von dem nur etwa 1000 Exemplare verkauft wurden. Nachdem das Buch nicht den erhofften Erfolg hatte, geriet Kurvitz in eine Phase der Depression und des Alkoholismus. Kender, dem Kurvitz früher dabei geholfen hatte, seinen eigenen Alkoholismus zu überwinden, wollte seinen Freund unterstützen und schlug ihm vor, seine Welt in einem Computerspiel statt in einem Roman zu schildern, um ein größeres Publikum zu erreichen. Kurvitz hatte keine vorgängigen Erfahrungen mit Computerspielen, aber nachdem er auf seinem Roman basierende Illustrationen von Revachol gesehen hatte, die in ein isometrisch dargestelltes Spiel passten, und da der Künstler Rostov zu einer Zusammenarbeit am Projekt bereit war, verfolgte Kurvitz die Idee weiter. Kender war vom Konzept beeindruckt und investierte in die Spielentwicklung. Weitere Mittel kamen von Freunden und Familie. Das Spiel wurde ursprünglich unter dem von einem Gedicht von R. S. Thomas inspirierten Titel No Truce With the Furies für 2017 angekündigt.
Die Arbeit am Spiel begann 2016 in einem besetzten Haus, einer ehemaligen Galerie in Tallinn. Während des ersten Jahres der Entwicklung konnte Kurvitz dank Risikokapital die Band British Sea Power mit dem Soundtrack des Spiels beauftragen. Als er sich zu Gesprächen mit der Band in Birmingham aufhielt, kam Kurvitz zum Schluss, dass sich England besser als Standort für das Entwicklerteam eigne, da sowohl für die Entwicklung als auch die Synchronsprecher mehr Ressourcen zur Verfügung standen. Im Laufe der Entwicklung zog ein Teil der Mitwirkenden von Estland nach London und Brighton um, während andere Designer in Polen, Rumänien und China am Spiel arbeiteten. Zum Zeitpunkt der Veröffentlichung hatte ZA/UM ungefähr 35 Entwickler, davon 10 Autoren, und um die 20 externe Auftragnehmer. Wichtigster Investor war der estnische Geschäftsmann Margus Linnamäe.
Die Veröffentlichung des Spiels verzögerte sich, da die Spielwelt im Laufe der Entwicklung vergrößert wurde. Gleichzeitig wurde der Titel zu Disco Elysium geändert. Laut ZA/UM war No Truce With the Furies stets nur als Arbeitstitel gedacht. Disco Elysium spielt mit dem Doppelsinn von Disco: Einerseits nimmt er Bezug auf Disco-Musik als kurzlebigen Trend, der sich auch im Kleidungsstil des Protagonisten widerspiegelt, andererseits auf das lateinische Wort disco, „ich lerne“, und damit den Gedächtnisverlust des Detektivs, der sich sein Wissen über die Welt Elysium wieder neu aneignen muss. ZA/UM hatte ursprünglich geplant, das Spiel über Humble Games zu veröffentlichen, sich dann aber dafür entschieden, selber als Publisher zu fungieren.

## Veröffentlichung
Disco Elysium erschien am 15. Oktober 2019 für Microsoft Windows und erreichte in der Woche seiner Veröffentlichung den ersten Platz in den Charts der Vertriebsplattform Steam. Die Version für macOS folgte am 27. April 2020. Die erste Übersetzung in eine andere Sprache war die im März 2020 erschienene chinesische Fassung. Diese war in der Volksrepublik China sehr erfolgreich. Nach der Veröffentlichung kündigte Kurvitz eine Erweiterung für das Spiel und einen Nachfolgetitel an. Ein Pen-&-Paper-Rollenspiel auf der Basis des Spiels mit dem Arbeitstitel You Are Vapor wurde ebenfalls angekündigt, außerdem soll Kurvitz' früher in estnischer Sprache veröffentlichte Roman ins Englische übersetzt werden (Sacred and Terrible Air).
Seit das Spiel in weiteren Sprachen verfügbar ist, bietet es die Möglichkeit, im laufenden Spiel nahtlos zwischen Texten in zwei Sprachen (z. B. Deutsch und Englisch) zu wechseln.
Eine erweiterte Fassung des Spiels mit dem Untertitel The Final Cut wurde im Dezember 2020 angekündigt und ist am 30. März 2021 erschienen. Laut Lead writer Helen Hindpere basiert The Final Cut auf Rückmeldungen von Spielern der ursprünglichen Fassung. Neu sind alle Dialoge und Erzähltexte vollständig (englisch) vertont. Laut Hindpere umfassen sie über 1,2 Millionen Wörter. The Final Cut ist für die PC- und Mac-Version als kostenloses Upgrade verfügbar und erschien außerdem zunächst auch für Google Stadia, PlayStation 4 sowie PlayStation 5. Am 12. Oktober 2021 sind auch Umsetzungen für Xbox One, Xbox Series sowie Nintendo Switch erschienen. The Final Cut bietet neu für jede der vier Hauptideologien des Spiels eine besondere Quest („Political Vision Quests“) an. Die Erweiterung enthält auch neues Artwork und Animationen.
Im Juni 2020 teilten ZA/UM und dj2 Entertainment mit, dass eine Fernsehserie auf Basis des Spiels in Entwicklung sei, die allerdings bisher (Stand 2025) nicht erschienen ist.

## Rezeption

### Rezensionen
Laut dem Kritiken-Aggregator Metacritic wurde das Spiel mit „allgemeinem Beifall“ begrüßt. PC Gamer lobte das Spiel für seine Tiefe, Freiheit, Anpassbarkeit und erzählerischen Qualitäten und bezeichnete es als eines der besten Rollenspiele für den PC. IGN lobte die Anziehungskraft der Welt von Disco Elysium und stellte sie diesbezüglich auf eine Stufe mit den wesentlich größeren Welten von The Witcher 3 und Red Dead Redemption 2. The Washington Post hielt fest, dass das Spiel „auffallend gut geschrieben“ sei. GameSpot vergab mit 10 von 10 Punkten für das Spiel die erste „perfekte“ Bewertung seit 2017. Auch die deutsche Computerspielezeitschrift GameStar rühmte das Spiel „mit seiner spielerischen Tiefe, packenden Erzählung und Vielfalt an Möglichkeiten“ und bewertete es mit 90 von 100 Punkten. Christian Schiffer schrieb auf der Website des Deutschlandfunk:

„Wenn nicht schon so viele Computerspiele zum Citizen Kane der Computerspiele erklärt worden wären, sodass man sich mittlerweile zum Deppen macht, wenn man ein Computerspiel zum Citizen Kane der Computerspiele erklärt, man müsste Disco Elysium zum Citizen Kane der Computerspiele erklären.“

In einer negativeren Besprechung von Disco Elysium im Onlinemagazin Eurogamer wurde kritisiert, dass nicht genug Wahlmöglichkeiten für das Rollenspiel bestünden und dass es dem Spiel merklich an einem Fokus fehle. Das Spiel wolle beharrlich „beweisen, wie schlau es ist“, was ermüdend sei. Auch in einer ansonsten sehr positiven Rezension im Onlinemagazin JumpDashRoll wurde den Autoren attestiert, „in ihrer eigenen Intelligenz zu schwelgen“, bis hin zur Selbstgefälligkeit.
Von mehreren Autoren wurden die politischen und gesellschaftlichen Themen von Disco Elysium hervorgehoben. Steven Nguyen Scaife betont in Fanbyte die „überraschend nachdenkliche“ Darstellung der Ursprünge und Folgen rassistischer Vorurteile. So begegnet der Spieler Figuren wie einem – ansonsten namenlosen – rassistischen Lastwagenfahrer und Schädelmesser (im Original Measurehead), einem von der Überlegenheit der „Semenesen“ überzeugten Vertreter pseudowissenschaftlicher Rassentheorien. Deren Positionen kann sich der Detektiv auch anschließen – aber mit erheblichen negativen Folgen für seine Entwicklung und die Beziehung zum Begleiter Kim Kitsuragi, dessen Abstammung aus Seol (dem irdischen Asien gleichzusetzen) ihn zur Zielscheibe für die Rassisten im Spiel macht. In den nachdenklichsten Momenten des Spiels, so Nguyen Scaife, entscheide sich der Spieler ausdrücklich dafür, das Scheitern und die Unsicherheiten des Charakters durch einen Hass auf „das Andere“ auszudrücken, und „anders als in so vielen Spielen, in denen ein Spieldurchgang als Bösewicht sich wie ein nachträglicher Einfall anfühlt, fühlt sich dies in Disco Elysium genauso plausibel an. Aber es ist nicht das, was Kim wollen würde.“
Auch der Final Cut 2021 wurde von der Kritik überwiegend sehr positiv aufgenommen. So kam Simon Cardy von IGN zum Verdikt, der Final Cut erhebe Disco Elysium von einem „bereits phänomenalen RPG“ zu einem „wahren Must-Play-Meisterwerk“ und erhöhte seine ursprüngliche Bewertung von 9.6 auf 10 von 10 Punkten.

### Auszeichnungen
Das Spiel wurde bei den Game Awards 2019 für vier Preise nominiert, die es alle gewann. Slant Magazine, USGamer, PC Gamer und Zero Punctuation wählten es als ihr Spiel des Jahres, während Time das Spiel zu den zehn besten Computerspielen der 2010er zählte. Disco Elysium war auch für den Nebula Award in der Kategorie Best Game Writing (Computerspiel-Drehbuch) nominiert.
| Jahr | Auszeichnung                  | Kategorie                                       | Ergebnis  | Ref.   |
| ---- | ----------------------------- | ----------------------------------------------- | --------- | ------ |
| 2019 | Golden Joystick Awards        | Ultimate Game of the Year                       | Nominiert | [ 55 ] |
| 2019 | The Game Awards               | Best Narrative                                  | Gewonnen  | [ 48 ] |
| 2019 | The Game Awards               | Best Independent Game                           | Gewonnen  | [ 48 ] |
| 2019 | The Game Awards               | Best Role-Playing Game                          | Gewonnen  | [ 48 ] |
| 2019 | The Game Awards               | Fresh Indie Game (ZA/UM)                        | Gewonnen  | [ 48 ] |
| 2020 | DICE Awards                   | Game of the Year                                | Nominiert | [ 56 ] |
| 2020 | DICE Awards                   | Outstanding Achievement in Story                | Gewonnen  | [ 56 ] |
| 2020 | DICE Awards                   | Role-Playing Game of the Year                   | Nominiert | [ 56 ] |
| 2020 | DICE Awards                   | Outstanding Achievement for an Independent Game | Nominiert | [ 56 ] |
| 2020 | DICE Awards                   | Outstanding Achievement in Game Design          | Nominiert | [ 56 ] |
| 2020 | DICE Awards                   | Outstanding Achievement in Game Direction       | Nominiert | [ 56 ] |
| 2020 | Nebula Award                  | Best Game Writing                               | Nominiert | [ 54 ] |
| 2020 | Game Developers Choice Awards | Best Narrative                                  | Gewonnen  | [ 57 ] |
| 2020 | Game Developers Choice Awards | Best Visual Art                                 | Nominiert | [ 57 ] |
| 2020 | Game Developers Choice Awards | Best Debut (ZA/UM)                              | Gewonnen  | [ 57 ] |
| 2020 | Game Developers Choice Awards | Innovation Award                                | Nominiert | [ 57 ] |
| 2020 | SXSW Gaming Awards            | Video Game of the Year                          | Nominiert | [ 58 ] |
| 2020 | SXSW Gaming Awards            | Matthew Crump Cultural Innovation Award         | Gewonnen  | [ 58 ] |
| 2020 | SXSW Gaming Awards            | Excellence in Art                               | Nominiert | [ 58 ] |
| 2020 | SXSW Gaming Awards            | Excellence in Design                            | Nominiert | [ 58 ] |
| 2020 | SXSW Gaming Awards            | Excellence in Musical Score                     | Nominiert | [ 58 ] |
| 2020 | SXSW Gaming Awards            | Excellence in Narrative                         | Gewonnen  | [ 58 ] |
| 2020 | British Academy Games Awards  | Best Game                                       | Nominiert | [ 59 ] |
| 2020 | British Academy Games Awards  | Artistic Achievement                            | Nominiert | [ 59 ] |
| 2020 | British Academy Games Awards  | Debut Game                                      | Gewonnen  | [ 59 ] |
| 2020 | British Academy Games Awards  | Game Design                                     | Nominiert | [ 59 ] |
| 2020 | British Academy Games Awards  | Music                                           | Gewonnen  | [ 59 ] |
| 2020 | British Academy Games Awards  | Narrative                                       | Gewonnen  | [ 59 ] |
| 2020 | British Academy Games Awards  | Original Property                               | Nominiert | [ 59 ] |

### Forschung
Zwischen seinem Erscheinen im Oktober 2019 und dem Final Cut im März 2021 wurde Disco Elysium bereits Gegenstand mehrerer wissenschaftlicher Untersuchungen, besonders in Skandinavien. So vergleicht Hassen Taiari (Masterarbeit an der Universität Lund, 2020) Disco Elysium mit anderen Computer-Rollenspielen wie der Baldur’s-Gate-Reihe und Pillars of Eternity 2: Deadfire, wobei er zum Schluss kommt, dass Disco Elysium zeige, dass phantastische Computer-Rollenspiele die „unterdrückerischen Konventionen“ des Genres vermeiden können. Pekka M. Kolehmainen (Universität Turku) untersucht in einem Fachartikel im finnischen Magazin für audiovisuelle Kultur Lähikuva „Versagen sowohl als spielmechanisches als auch als thematisches Element“ in der Spielwelt von Disco Elysium. Nach Kolehmainen nutze das Spiel Versagen, um Argumente in Bezug auf die darin dargestellten politischen Ideologien zu kreieren. Diese Argumente würden genutzt, um „eine erweiterte Weltsicht zu kreieren, deren Kern eine Ideologie des Versagens bildet“. Ein Beispiel dafür ist, dass der Charakterwert „Moral“ stets leidet, wenn der Spieler nationalistische Dialog-Optionen auswählt, nachdem er den Faschismus „verinnerlicht“ hat. Das Scheitern der faschistischen Idee sei somit so tief im Spiel verankert, dass es für die Spielfigur möglich ist, durch das bloße Reden darüber zu sterben. Bettina Bodi (University of Nottingham) und Jan-Noël Thon (Technisch-Naturwissenschaftliche Universität Norwegens) analysieren und vergleichen in einem Beitrag in Frontiers of Narrative Studies die Erzählstrukturen und Spielmechaniken von Disco Elysium und des Sandbox-Adventures Astroneer. Auch Bodi und Thon sprechen den Aspekt des Versagens an – Versagen im traditionellen Sinne werde von den Spielmechaniken von Disco Elysium nicht stark bestraft und könne „oft zu einem reichhaltigeren erzählerischen Erlebnis für den Spieler“ führen.

### Altersfreigaben
Für das Spiel existiert seit The Final Cut eine PEGI-Altersfreigabe. Diese stuft das Spiel als erst ab 18 Jahren geeignet ein, was mit „Gewalt gegenüber verletzlichen und wehrlosen Charakteren, Verherrlichung des Konsums illegaler Drogen, Ermunterung zum Konsum von Betäubungsmitteln und Verwendung von Kraftausdrücken“ begründet wird.
In Australien wurde die ursprüngliche Version des Spiels der zuständigen Behörde ACB nicht zur Prüfung vorgelegt, war – und ist – aber als Download über Steam erhältlich. Als die geplante Konsolen-Veröffentlichung des Final Cut eine Prüfung erforderte, verweigerte das ACB zunächst eine Freigabe, womit das Spiel in Australien verboten war. Disco Elysium verstoße, so das ACB, gegen seine Regeln in Bezug auf „abscheuliche oder widerliche Phänomene“, die „die Standards der Moral, des Anstands und der Schicklichkeit, die von verständigen Erwachsenen allgemein akzeptiert sind“ verletzten. Diese Entscheidung wurde jedoch im Mai 2021 revidiert. Das Spiel erhielt nun auch in Australien eine Freigabe ab 18 Jahren (R18+).
Hingegen wurde der Final Cut in Deutschland von der USK bereits ab 16 Jahren freigegeben.

## Nachfolgeprojekte
Aufgrund von Personalwechseln des Entwicklerstudios ZA/UM und Auseinandersetzungen zwischen Geschäftsführung und Entwicklern kündigten im Oktober 2024 binnen weniger Tage vier, zum Teil neu gegründete, Entwicklerstudios Nachfolger von Disco Elysium an.
Das von ehemaligen Mitarbeitern gegründete Studio Longdue möchte sich in einer Fortsetzung auf die im Spiel dominanten Motive um Bewusstsein und Unterbewusstsein fokussieren. Dark Math Games, bei dem neben dem ehemaligen Executive Producer von Disco Elysium, Kaur Kender, inzwischen ebenfalls Ehemalige von ZA/UM arbeiten, kündigte mit XXX Nightshift ein Detektiv-RPG an. Das als nach genossenschaftlichen Prinzipien und mit Möglichkeit der Beteiligung durch Spieler gegründete Mitarbeiterunternehmen Summer Eternal kündigte ein auf künstlerische Aspekte fokussiertes „Rollenspiel für die Zukunft“ an. Disco-Elysium-Autor Robert Kurvitz gab die Gründung seines Studios Red Info bekannt, dessen Disco-Elysium-Nachfolger über den chinesischen Publisher NetEase finanziert werden soll.